# (10383) 1996 SR7
1996 أس أر 7 (ويعرف أيضًا باسم (10383) 1996 أس أر 7 وفق تسمية الكوكب الصغير) (بالإنجليزية: 1996 SR7)‏ هو كويكب ضمن حزام الكويكبات؛ وترتيبه 10383 من حيث الاكتشاف.
اكتُشف هذا الجُرم الفلكي بواسطة Stephen P. Laurie ‏ في 16 سبتمبر 1996.

## وصلات خارجية
- (10383) 1996 SR7 في قاعدة بيانات مختبر الدفع النفاث لأجرام النظام الشمسي الصغيرة

- الاكتشاف · مخطط المدار ·  العناصر المدارية · المعلمات المادية

- (10383) 1996 SR7 على موقع ويكي سكاي: DSS2, SDSS, GALEX, IRAS, Hydrogen α, X-Ray, Astrophoto, Sky Map, Articles and images